# Portuguesa FC
Portuguesa FC is een Venezolaanse voetbalclub uit Acarigua. De club was vooral succesvol tijdens de jaren zeventig, toen het vijf keer landskampioen werd.

## Erelijst
- Primera División Venezolana

1973, 1975, 1976, 1977, 1978
- Copa de Venezuela

1973, 1976, 1977

## Bekende (oud-)spelers
- Richard Páez